# Rejon Culfa
Culfa rayonu – rejon (azer. rayon) w Azerbejdżanie, w Nachiczewańskiej Republice Autonomicznej, o powierzchni 930 km², z siedzibą w mieście Culfa. Według stanu na 1 stycznia 2024 rejon zamieszkiwało 48,0 tys. osób (mężczyźni – 24,1 tys., kobiety – 23,9 tys.). Ludność miejska liczyła 13,6 tys. (mężczyźni – 6,8 tys., kobiety – 6,8 tys.), ludność wiejska 34,4 tys. (mężczyźni – 17,3 tys., kobiety – 17,1 tys.).
Rejon od północnego wschodu graniczy z Armenią, od wschodu z rejonem Ordubad, od południa z Iranem, od zachodu z rejonem Babək i od północnego zachodu z rejonem Şahbuz. Północna część rejonu znajduje się w granicach Zangezurskiego Parku Narodowego.
W rejonie znajdują się jedno miasto (azer. şəhər) – Culfa, oraz 22 wsie (azer. kənd), które tworzą 18 wiejskich okręgów terytorialnych (azer. kənd ərazi dairəsi; zależne od władzy centralnej) i 18 gmin (azer. bələdiyyə; zależne od władzy samorządowej). Gminy i wiejskie okręgi terytorialne w rejonie Culfa: Bənəniyar, Camaldın, Dizə, Əbrəqunus, Əlincə (ze wsiami Əlincə i Xoşkeşin), Ərəfsə, Ərəzin, Göydərə, Gülüstan, Xanəgah, Kırna (ze wsiami Kırna i Qızılca), Qazançı, Ləkətağ (ze wsiami Ləkətağ i Boyəhməd), Milax, Saltaq, Şurud (ze wsiami Şurud i Gal, Teyvaz i Yaycı.
W 2014 roku doszło do korekty granicy pomiędzy rejonami Culfa i Babək. Okręgi terytorialne Nəhəcir i Göynük odłączono od rejonu Culfa i przyłączono do rejonu Babək.